# Izaäk Kievit

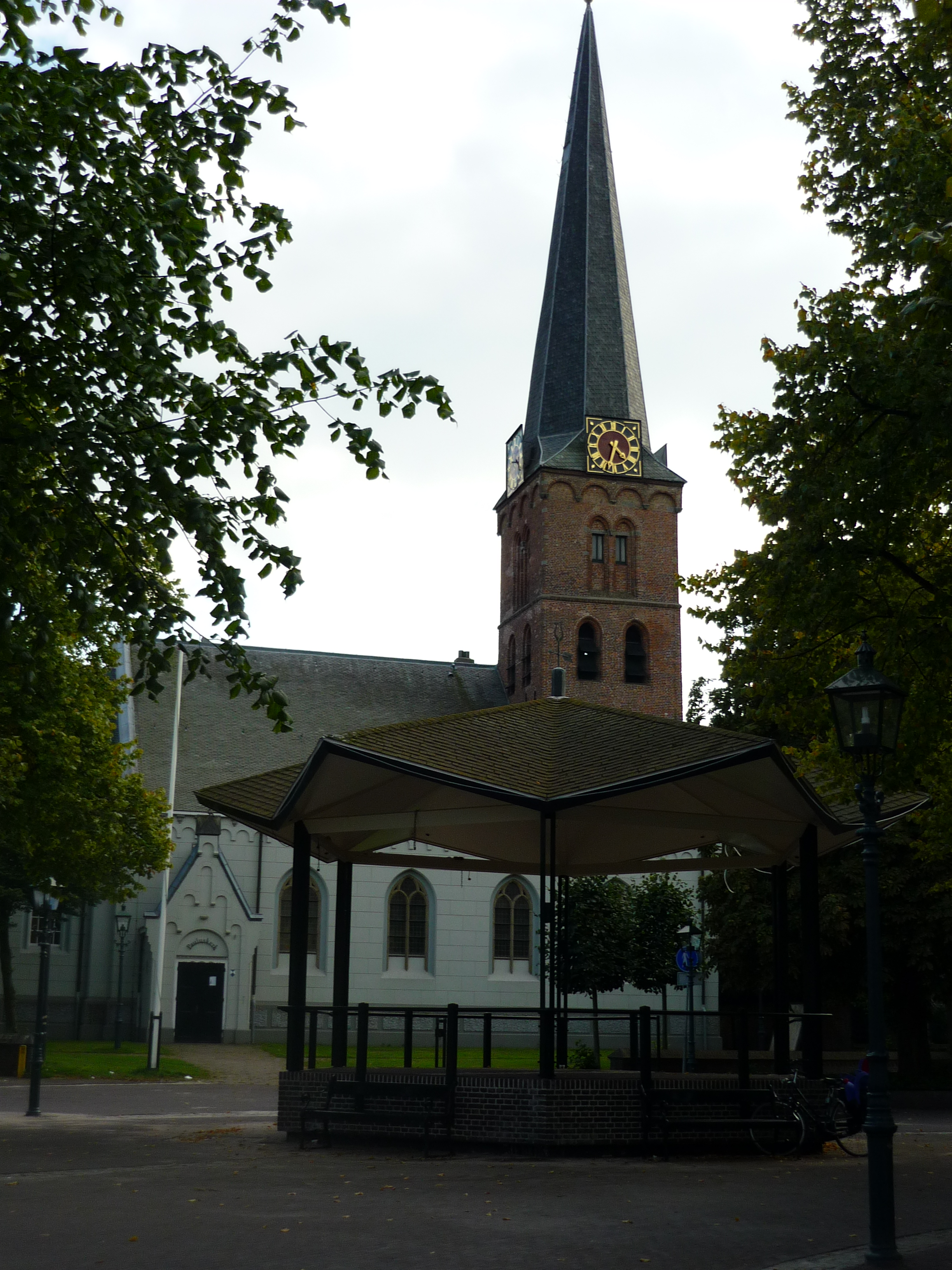
Hervormde Kerk van Baarn

Izaäk Kievit (vooral bekend geworden als ds. I. Kievit, Oud-Vossemeer, 6 november 1887 – Dordrecht, 4 juni 1954) was een auteur en een bevindelijk gereformeerd Nederlands predikant in de Nederlandse Hervormde Kerk. Izaak Kievit was de zoon van Leendert Kievit en Maatje Izaaka van de Vaate. Hij studeerde theologie in Utrecht en trouwde in 1915 met Johanna Klootwijk uit Papendrecht.
De eerste gemeente die ds. I. Kievit diende was Garderen. Hier werd hij in 1915 bevestigd. In 1918 vertrok hij naar Benschop. Zijn zoon Leendert Kievit, die later eveneens een bekend predikant is geworden, werd hier geboren. De gemeente van Lunteren diende hij vanaf 1920, waarna hij in 1923 naar Baarn ging. Hier stond hij tot zijn emeritaat in 1952. Ds. Kievit straalde van nature groot gezag uit. Aan tradities en gewoonten hechtte hij weinig waarde. Hij zocht steeds naar de Bijbelse grond. In Baarn had de Hervormde gemeente slechts een kerk, maar twee predikanten. Kievit hoefde dus slechts eenmaal op een zondag te preken. Daar de andere predikant, Blauwendraad een andere ligging had verzocht het bevindelijk gereformeerde deel van de gemeente twee morgendiensten te mogen beleggen. Dit verzoek werd afgewezen. Vanaf 1924 werden daarom aparte diensten belegd in gebouw Calvijn. Veel waardering had Kievit voor de 'bekeerde vrouw' Jansje Zondag over wie hij na haar overlijden in 1935 een boek schreef, Pelgrims zangen. De toestand van de kerk verontrustte hem, en dat was de reden dat hij veel brochures schreef, onder meer over het vrouwenkiesrecht, over het reglement op de predikantstraktementen en over de ontwerpregeling voor het bijeenkomen van de Nederlandse Hervormde Kerk in generale synode. Van 1931 tot 1950 was hij verbonden aan het Gereformeerd Weekblad, in dit blad publiceerde hij veel werk. De uitgaven van Kievit werden ook in andere kerkverbanden waarderend ontvangen. Ds. G.H. Kersten beval zijn boeken aan de lezers van De Saambinder aan.
De bewoners van Paleis Soestdijk waren ook lid van de Hervormde gemeente te Baarn, maar kerkten niet bij Kievit, maar bij zijn collega Blauwendraad. Slechts een keer zat koningin-moeder Emma onder zijn gehoor.
In 1952 ging Kievit om gezondheidsredenen eerder met emeritaat. Twee jaar later overleed hij in het huis van zijn dochter te Dordrecht. Na zijn dood werd de groep die samen kwam in het gebouw Calvijn een zelfstandige gemeente. Deze gemeente bestaat nog steeds en belegt haar diensten in de Calvijnkerk te Baarn.